# Данилов, Михаил Яковлевич
Михаи́л Я́ковлевич Дани́лов (14 августа 1921, дер. Фетино, Северо-Двинская губерния — 18 февраля 2005, Калининград) — разведчик взвода конной разведки 208-го гвардейского стрелкового полка 69-й гвардейской стрелковой дивизии 4-й гвардейской армии 2-го Украинского фронта, гвардии красноармеец.

## Биография
Родился 14 августа 1921 года в деревне Фетино (ныне — Бабушкинского района Вологодской области). Окончил 6 классов. Работал бондарем.
В Красной Армии с 1941 года. В боях Великой Отечественной войны с мая 1942 года. Прошёл с боями 5200 километров от города Великие Луки Новгородской области до Сталинграда; освобождал от вражеских захватчиков Румынию, Венгрию, Австрию, закончив войну в австрийской столице — города Вене.
Разведчик взвода конной разведки 208-го гвардейского стрелкового полка гвардии красноармеец Михаил Данилов в январе 1944 года в ходе боёв у села Лебедин Шполянского района Черкасской области Украины, действуя в составе разведывательной группы, добыл ценные документы о силах и огневых средствах противника, истребив при этом более десятка противников, а троих взял в плен. За мужество и отвагу, проявленные в боях, 30 мая 1944 года гвардии красноармеец Данилов Михаил Яковлевич награждён орденом Славы 3-й степени.
25 августа 1944 года в ходе разведки близ населённых пунктов Урлаци, Ивэнешти, расположенных в 75-и километрах юго-восточнее румынского города Яссы, гвардии красноармеец Данилов лично уничтожил несколько вражеских солдат и захватил «языка». За мужество и отвагу, проявленные в боях, 24 сентября 1944 года гвардии красноармеец Данилов Михаил Яковлевич награждён орденом Славы 2-й степени.
6 марта 1945 года в боях за венгерский город Секешфехервар разведчик взвода конной разведки 208-го гвардейского стрелкового полка гвардии красноармеец Михаил Данилов первым ворвался в траншею неприятеля, где истребил из автомата трёх вражеских пехотинцев, а одного взял в плен. 3 апреля 1945 года в районе австрийского населённого пункта Эбергассинг разведчик Данилов взял в плен двух солдат противника. Всего к апрелю 1945 года М. Я. Данилов имел на боевом счету двадцать семь пленённых противников.
Указом Президиума Верховного Совета СССР от 15 мая 1946 года за образцовое выполнение заданий командования в боях с немецко-вражескими захватчиками гвардии красноармеец Данилов Михаил Яковлевич награждён орденом Славы 1-й степени, став полным кавалером ордена Славы.
24 июня 1945 года участвовал в историческом Параде Победы на Красной площади в Москве. В 1946 году гвардии старшина М. Я. Данилов демобилизован. Вернулся в Ленинград.
В 1949 году переехал в город Калининград; более 30 лет работал стропальщиком на судостроительном заводе «Янтарь». Член КПСС с 1967 года. Жил в Калининграде, где скончался 18 февраля 2005 года. Похоронен на Цветковском кладбище в пригороде Калининграда — посёлок Цветково, что в пяти километрах от города.
Награждён орденами Октябрьской Революции, Отечественной войны 1-й степени, Славы 1-й, 2-й и 3-й степени, «Знак Почёта» медалями.